# Fins voetbalelftal in 1998
Het Fins voetbalelftal speelde in totaal tien officiële interlands in het jaar 1998, waaronder drie wedstrijden in de kwalificatiereeks voor de EK-eindronde 2000 in België en Nederland. De ploeg stond onder leiding van bondscoach Richard Møller Nielsen. Op de in 1993 geïntroduceerde FIFA-wereldranglijst steeg Finland in 1998 van de 62ste (februari 1998) naar de 55ste plaats (december 1998).

## Balans
| Wedstrijden | Wedstrijden | Wedstrijden | Wedstrijden | Doelpunten | Doelpunten | Doelpunten | Punten |
| Gespeeld    | Winst       | Gelijk      | Verlies     | Voor       | Tegen      | Saldo      | Punten |
| ----------- | ----------- | ----------- | ----------- | ---------- | ---------- | ---------- | ------ |
| 10          | 3           | 4           | 3           | 10         | 9          | +1         | 1.000  |

## Interlands
|                                                     |                   |       |                       |                                                                                       |
| 5 februari Cyprus Toernooi № 565 «onderlinge duels» | Cyprus            | 1 – 1 | Finland               | Tsirion Stadion, Limassol Toeschouwers: 1.050 Scheidsrechter: Andreas Georghiou (CYP) |
| 5 februari Cyprus Toernooi № 565 «onderlinge duels» | Ioannis Okkas 70' |       | 31' Jonatan Johansson | Tsirion Stadion, Limassol Toeschouwers: 1.050 Scheidsrechter: Andreas Georghiou (CYP) |

|                                                     |         |                                         |           |                                                                               |
| 9 februari Cyprus Toernooi № 566 «onderlinge duels» | Finland | 0 – 2                                   | Slowakije | GSZ Stadion, Larnaca Toeschouwers: 300 Scheidsrechter: Costas Kapitanis (CYP) |
| 9 februari Cyprus Toernooi № 566 «onderlinge duels» |         | 32' (pen.) Dušan Tittel 52' Jozef Pisár |           | GSZ Stadion, Larnaca Toeschouwers: 300 Scheidsrechter: Costas Kapitanis (CYP) |

|                                                     |       |                                   |         |                                                                                    |
| 25 maart Vriendschappelijk № 567 «onderlinge duels» | Malta | 0 – 2                             | Finland | Ta' Qali Stadion, Ta' Qali Toeschouwers: 2.500 Scheidsrechter: Livio Bazzoli (ITA) |
| 25 maart Vriendschappelijk № 567 «onderlinge duels» |       | 1' Aki Riihilahti 51' Jarkko Wiss |         | Ta' Qali Stadion, Ta' Qali Toeschouwers: 2.500 Scheidsrechter: Livio Bazzoli (ITA) |

|                                                     |                    |       |                       |                                                                                   |
| 22 april Vriendschappelijk № 568 «onderlinge duels» | Schotland          | 1 – 1 | Finland               | Easter Road, Edinburgh Toeschouwers: 14.315 Scheidsrechter: Herman van Dijk (NED) |
| 22 april Vriendschappelijk № 568 «onderlinge duels» | Darren Jackson 15' |       | 10' Jonatan Johansson | Easter Road, Edinburgh Toeschouwers: 14.315 Scheidsrechter: Herman van Dijk (NED) |

|                                                   |         |       |           |                                                                                     |
| 27 mei Vriendschappelijk № 569 «onderlinge duels» | Finland | 0 – 0 | Duitsland | Olympiastadion, Helsinki Toeschouwers: 18.417 Scheidsrechter: Claus Bo Larsen (DEN) |
| 27 mei Vriendschappelijk № 569 «onderlinge duels» |         |       |           | Olympiastadion, Helsinki Toeschouwers: 18.417 Scheidsrechter: Claus Bo Larsen (DEN) |

|                                                   |         |                     |           |                                                                                   |
| 5 juni Vriendschappelijk № 570 «onderlinge duels» | Finland | 0 – 1               | Frankrijk | Olympiastadion, Helsinki Toeschouwers: 21.619 Scheidsrechter: Konrad Plautz (AUT) |
| 5 juni Vriendschappelijk № 570 «onderlinge duels» |         | 83' David Trezeguet |           | Olympiastadion, Helsinki Toeschouwers: 21.619 Scheidsrechter: Konrad Plautz (AUT) |

|                                                        |           |       |         |                                                                                    |
| 19 augustus Vriendschappelijk № 571 «onderlinge duels» | Slowakije | 0 – 0 | Finland | Štadión Lokomotíva, Košice Toeschouwers: 3.220 Scheidsrechter: Miroslav Liba (CZE) |
| 19 augustus Vriendschappelijk № 571 «onderlinge duels» |           |       |         | Štadión Lokomotíva, Košice Toeschouwers: 3.220 Scheidsrechter: Miroslav Liba (CZE) |

|                                                      |                                                                   |       |                               |                                                                                      |
| 5 september EK-kwalificatie № 572 «onderlinge duels» | Finland                                                           | 3 – 2 | Moldavië                      | Olympisch Stadion, Helsinki Toeschouwers: 18.716 Scheidsrechter: Graham Barber (ENG) |
| 5 september EK-kwalificatie № 572 «onderlinge duels» | Joonas Kolkka 8' Jonatan Johansson 44' Mika-Matti Paatelainen 63' |       | 10' Igor Oprea 12' Igor Oprea | Olympisch Stadion, Helsinki Toeschouwers: 18.716 Scheidsrechter: Graham Barber (ENG) |

|                                                     |                   |       |         |                                                                              |
| 10 oktober EK-kwalificatie № 573 «onderlinge duels» | Noord-Ierland     | 1 – 0 | Finland | Windsor Park, Belfast Toeschouwers: 10.002 Scheidsrechter: Zoran Arsić (YUG) |
| 10 oktober EK-kwalificatie № 573 «onderlinge duels» | Keith Rowland 36' |       |         | Windsor Park, Belfast Toeschouwers: 10.002 Scheidsrechter: Zoran Arsić (YUG) |

|                                                     |                       |       |                                                                   |                                                                                          |
| 14 oktober EK-kwalificatie № 574 «onderlinge duels» | Turkije               | 1 – 3 | Finland                                                           | Ali Sami Yen Stadion, Istanboel Toeschouwers: 20.240 Scheidsrechter: Václav Krondl (CZE) |
| 14 oktober EK-kwalificatie № 574 «onderlinge duels» | Ogün Temizkanoğlu 73' |       | 5' Mika-Matti Paatelainen 51' Jonatan Johansson 90' Jari Litmanen | Ali Sami Yen Stadion, Istanboel Toeschouwers: 20.240 Scheidsrechter: Václav Krondl (CZE) |

## FIFA-wereldranglijst
| JAN | FEB | MAR | APR | MEI | JUN | JUL | AUG | SEP | OKT | NOV | DEC |
| --- | --- | --- | --- | --- | --- | --- | --- | --- | --- | --- | --- |
|     | 62  | 64  | 62  | 61  |     | 62  | 63  | 55  | 53  | 52  | 55  |

## Statistieken
| Antti Niemi            | 1972-05-31 | Glasgow Rangers   | 9  | 0 | 0 | 31 | 0  |
| Jussi Jääskeläinen     | 1975-04-19 | Bolton Wanderers  | 1  | 1 | 0 | 2  | 0  |
| Verdediging            |            |                   |    |   |   |    |    |
| Harri Ylönen           | 1972-12-21 | FC Haka           | 10 | 0 | 0 | 20 | 1  |
| Sami Hyypiä            | 1973-10-07 | Willem II Tilburg | 7  | 0 | 0 | 24 | 0  |
| Marko Tuomela          | 1972-03-03 | Tromsø IL         | 7  | 0 | 0 | 13 | 0  |
| Aarno Turpeinen        | 1971-03-21 | HJK Helsinki      | 6  | 2 | 0 | 12 | 0  |
| Juha Reini             | 1975-03-19 | KRC Genk          | 5  | 1 | 0 | 8  | 0  |
| Tommi Kautonen         | 1971-12-24 | MyPa-47           | 4  | 0 | 0 | 4  | 0  |
| Tomi Kinnunen          | 1969-03-28 | KRC Genk          | 3  | 1 | 0 | 4  | 0  |
| Kari Rissanen          | 1966-08-29 | Ikast FS          | 2  | 1 | 0 | 24 | 1  |
| Janne Oinas            | 1973-11-27 | Kjelsås IL        | 2  | 0 | 0 | 2  | 0  |
| Toni Kuivasto          | 1975-12-31 | MyPa-47           | 1  | 1 | 0 | 6  | 0  |
| Jukka Koskinen         | 1972-11-29 | Willem II Tilburg | 1  | 0 | 0 | 17 | 1  |
| Jarmo Saastamoinen     | 1967-09-20 | HJK Helsinki      | 0  | 1 | 0 | 7  | 0  |
| Middenveld             |            |                   |    |   |   |    |    |
| Aki Riihilahti         | 1976-09-09 | HJK Helsinki      | 7  | 2 | 1 | 9  | 1  |
| Jarkko Wiss            | 1972-04-17 | HJK Helsinki      | 7  | 0 | 1 | 17 | 1  |
| Sami Mahlio            | 1972-01-12 | MyPa-47           | 4  | 1 | 0 | 21 | 0  |
| Joonas Kolkka          | 1974-09-28 | PSV Eindhoven     | 3  | 4 | 1 | 18 | 4  |
| Simo Valakari          | 1973-04-28 | Motherwell FC     | 3  | 2 | 0 | 9  | 0  |
| Teemu Tainio           | 1979-11-27 | AJ Auxerre        | 2  | 1 | 0 | 3  | 0  |
| Jari Ilola             | 1978-11-24 | HJK Helsinki      | 2  | 0 | 0 | 2  | 0  |
| Aanval                 |            |                   |    |   |   |    |    |
| Jonatan Johansson      | 1975-08-16 | Glasgow Rangers   | 10 | 0 | 4 | 18 | 5  |
| Mika-Matti Paatelainen | 1967-02-03 | Hibernian         | 6  | 2 | 2 | 61 | 16 |
| Jari Litmanen          | 1971-02-20 | Ajax Amsterdam    | 5  | 1 | 1 | 57 | 13 |
| Antti Sumiala          | 1974-02-20 | FC Twente         | 2  | 1 | 0 | 28 | 8  |
| Mika Kottila           | 1974-09-22 | HJK Helsinki      | 1  | 1 | 0 | 2  | 0  |
| Petteri Kaijasilta     | 1974-08-03 | TPS Turku         | 0  | 1 | 0 | 1  | 0  |